# Jesús Gómez (football, 1984)
Pour les articles homonymes, voir Jesús Gómez et Gómez.
Jesús Javier Mercado Gómez né le 6 août 1984 à Mérida, et un footballeur international vénézuélien qui évolue actuellement au club mexicain du Delfines del Carmen (en).

## Biographie
Il débute à l'Estudiantes de Mérida, club de sa ville natale. Par la suite, il brille dans d'autres championnats, d'abord avec le Raja Casablanca au Maroc, puis avec l'Al Ittihad Alep en Syrie. 
Après une expérience internationale réussie, il retourne dans son pays natal pour jouer avec le plus grand club vénézuélien, le Caracas FC. En janvier 2011, il quitte le Venezuela pour la Belgique et le club du Lierse SK. Il est prêté en même temps au club égyptien du Wadi Degla Sporting Club.
En janvier 2012 il retourne au Venezuela la direction du Lierse SK décide de lui résilie son contrat.

## Club
- 2003-2006 : Estudiantes de Mérida
- 2006-2007 : Raja de Casablanca
- 2007-2008 : Al Ittihad Alep
- 2008-2011: Caracas FC
- 2011 : Lierse SK
- 2011 :→ Wadi Degla Sporting Club (prêt)
- 2011-2012 : Lierse SK
- 2012-juin 2012: Caracas FC
- 2012-2013 : Club Deportivo Lara
- 2013-     : Delfines del Carmen (en)